# Begonia sudjanae
Begonia sudjanae es una especie de planta perenne perteneciente a la familia Begoniaceae. Es originaria de Malasia donde se encuentra en Johore y Trengganu.

## Taxonomía
Begonia sudjanae fue descrita por C.-A.Jansson y publicado en Acta Horti Gothoburgensis 26: 1, pls. 1–2. 1963.
Etimología
Begonia: nombre genérico, acuñado por Charles Plumier, un referente francés en botánica, honra a Michel Bégon, un gobernador de la excolonia francesa de Haití, y fue adoptado por Linneo.
sudjanae: epíteto
Híbrido
- Begonia × lindquistii C.-A.Jansson